# Unicron
 (mars 2022).
Si vous disposez d'ouvrages ou d'articles de référence ou si vous connaissez des sites web de qualité traitant du thème abordé ici, merci de compléter l'article en donnant les références utiles à sa vérifiabilité et en les liant à la section « Notes et références ».
 (mars 2022).
- Si vous ne connaissez pas le sujet, laissez ce bandeau (vous pouvez alors contacter les auteurs).
- Si vous supprimez le contenu mis en cause (vous pouvez préalablement contacter les auteurs),

argumentez précisément cette suppression dans la page de discussion
(un manque de référence n'est pas un argument ; une recherche réelle de référence doit avoir été effectuée, être formellement documentée).
Unicron est un personnage des films et série Transformers. Sa caractéristique la plus connue est d'avoir la taille d'une planète. Il est un ennemi des primes et une menace pour tous les Transformers de façon générale. Son sang est appelé Energon noir et peut ressusciter les morts, celui-ci est utilisé par Megatron et Starscream.
- Nom : Unicron
- Affiliation : Aucune
- Allié : Galvatron(G1), Nemesis Prime, Sideways (Armada) , Scourge (Rise of the Beasts)
- Décès : Tué par Rodimus Prime dans la (G1), "endormi" par la matrice de commandement utilisé par Optimus Prime dans Transformers Prime

## Séries

### Transformers: Génération 1
Dans l'univers de la série G1, Unicron a été créé il y a très longtemps par un génie scientifique du nom de Primacron pour explorer l'univers alors naissant. Cependant, sa nouvelle invention se rebella et le tua. Il devient alors une menace pour l'univers, dévorant toute planète se trouvant sur son passage.
Dans le film qui fait suite aux 2 premières saisons, Unicron retrouve Mégatron endommagé dans l'espace, et lui demande de détruire la Matrice en échange de nouvelles troupes. Mégatron devient alors Galvatron, Thundercracker devient Scourge, Skywarp devient Cyclonus et les Insecticons les autres soldats.
Galvatron comprend que la Matrice est une menace pour Unicron et il s'en sert pour tenter de contrôler le démon. Malheureusement, il ne parvient pas à l'ouvrir, et Unicron attaque en riposte la partie de Cybertron qui est sous l'influence Decepticon. Galvatron ne peut pas se permettre de perdre ses troupes et abandonne son plan. Plus tard, Rodimus Prime affronte Galvatron, et récupère la Matrice, dont il se sert pour détruire Unicron, ne restant plus que sa tête dérivant dans l'espace.

### Animutants
Dans les derniers épisodes de la saison 1 d'Animutants, les Voks, une race extra-terrestre qui menait des expériences sur Terre, enlèvent Optimus Primal et prennent l'apparence d'Unicron dans l'esprit du Maximal pour communiquer avec lui.
Il est de nouveau cité par Starscream lorsque ce dernier raconte une histoire inventée sur sa mort afin de berner Mégatron II.

### Transformers: Beast Wars II
Dans cette série se déroulant dans la continuité japonaise d'Animutants, on apprend qu'à la suite de la destruction de son corps par Rodimus Prime, l'énergie vitale d'Unicron s'est répandue dans tout l'univers atterrissant ainsi sur Terre. Les humains tentent alors de l'utiliser comme source d'énergie, mais cette dernière, instable, provoque la destruction et l'extinction de l'humanité.
Des années plus tard, l'énergie vitale d'Unicron, rebaptisée énergie Angolmois, est convoitée par Galvatron et ses Predacons qui veulent s'en servir pour dominer l'univers.

### Transformers: Beast Wars Neo
Unicron réapparait plus de 300 ans plus tard dans Transformers: Beast Wars Neo. Contre toute attente, Unicron a encore des alliés. Ce sont cette fois-ci les Blentrons, une faction de Transformers qui est contre les Decepticons, les Predacons, les Autobots et les Maximals.
Ils cherchent un moyen de stopper cette guerre qui pourrait bien mettre fin à l'univers et leur plan est de ressusciter Unicron en utilisant le corps de Galvatron II. Les Blentrons vont donc envoyer 3 agents sur place : Elephorca, Ratorata et Dancron. Unicron va être réactivé grâce à une grosse quantité d'Energon. Dans le corps Galvatron II, Unicron va commencer par se débarrasser du chef Predacon Magmatron. Une fois les Predacons vaincus, Unicron va se débarrasser des Maximals ou plus précisément de Big Primal (le frère d'Optimus Primal et de Leo Primal), mais le chef des Maximals va utiliser de l'Energon amélioré pour en finir avec les Blentrons et Unicron, qui seront détruits. Unicron ne réapparaitra pas après ça.

### Transformers: Armada
Dans cette version, Unicron est un personnage neutre, qui se nourrit du Chaos et de la Guerre, et tente de dévorer les Autobots comme les Decepticons. Il a été vaincu par Omega Supreme 10 000 ans avant le début d'Armada. Il est le créateur des Mini-cans et possède Sideways comme serviteur. Sideways rapporte à Unicron l'hydre de feu pour qu'il renaisse. Il essaya de détruire Cybertron car au cœur de la planète est enfermé Primus, le dieu Transformer qu'il a jadis affronté avant Omega Supreme. Optimus et Galvatron pénètrent à l'intérieur de son corps et lui prennent l'hydre de feu, désactivant Unicron. Ce dernier n'est pas vaincu pour autant et essaye de récupérer de l'énergie en dévorant Cybertron, mais Galvatron se sacrifie et détruit Unicron.

### Transformers: Energon
10 ans après sa destruction dans Armada, Alpha-Q et Scorponok utilisent de l'énergon pour le faire renaître, mais trop tard, car Mégatron, qui est ressuscité, arrête la réparation et prend le contrôle d'Unicron. Mais quand il récupère à son tour de l'énergon, Unicron se réveille et les rôles s'inversent : l'entité prend le contrôle et Mégatron et devient une marionnette. Unicron commence à détruire des vingtaines de planètes, ne rencontrant que de faibles résistances rapidement écrasées, comme celle du Decepticon Shockblast, qui était devenu un allié d'Unicron mais qui n'avait pas accompli sa mission, ou celle d'Alpha-Q, qui s'était rebellé contre son maître. Optimus Prime fusionne finalement avec Omega Supreme et élimine Unicron. Cette fois-ci, il est définitivement vaincu et n'a que le temps de laisser un trou noir derrière lui, qui est vu dans Transformers : Cybertron où les Autobots veulent utiliser les Cyberclefs pour que le monde soit sauvé.

### Transformers Prime
Unicron revient dans la série et est toujours présenté comme un dieu destructeur. L'énergon noir qu'utilise Mégatron serait apparemment son sang. Dans cette version, Unicron et Primus sont présentés comme les deux premiers êtres peuplant Cybertron, s'affrontant durant des millions d'années pour le contrôle de la planète. Primus créera finalement les 13 premiers primes pour l'aider à vaincre Unicron, qui est banni à l'autre extrémité de la galaxie. Épuisé par son combat, Unicron entrera en stase pendant des milliards d'années, de la poussière et des astéroïdes fusionnent avec lui pour former une planète qui deviendra la Terre.  
Unicron se réveille dans l'épisode 22 grâce aux perturbations magnétiques dues à l'alignement planétaire galactique. L'Autobot Ratchet annonce alors, d’après ses analyses des récents séismes et de leurs fréquences, qu'Unicron est le noyau de la planète Terre. Cette dernière se serait formée progressivement autour de lui. Les Autobots comprennent alors que le seul moyen de vaincre le seigneur du chaos sans altérer ou détruire la Terre est de replonger le Géant en stase. Optimus est contraint de s'allier avec Mégatron pour atteindre le spark d'Unicron et utilise les pouvoirs de la Matrice de Commandement pour le mettre en de nouveau en stase pour des millions d'années.
Ce n'était pourtant pas la fin d'Unicron. Son esprit fût réveillé par Cybertron maintenant restauré et donc par l'éveil de son ennemi juré Primus. Unicron parvient à se lier à Mégatron grâce à l'énergon noir toujours présent dans le corps sans vie du chef des Decepticons. Unicron ressuscita l'esprit de Mégatron, prit contrôle de son corps, le rendant plus puissant que jamais, et s'envola vers Cybertron pour en finir avec Primus. Unicron est finalement vaincu, arraché du corps de Mégatron et son anti-spark est enfermé dans la relique qui contenait l’Allspark pour de bon.

### Transformers: La Trilogie de la Guerre pour Cybertron
Unicron apparait dans la série comme antagoniste secondaire, faisant deux courtes apparitions dans Lever de Terre et Royaume.
Dans un futur proche, où Mégatron a vaincu Optimus Prime, l'Allspark a complètement disparu et Cybertron est condamné à rester une planète morte, Unicron se réveille et récupère Mégatron et Optimus Prime qu'il reformate pour en faire ses soldats : Galvatron et Nemesis Prime. L'univers vit désormais sous la menace constante d'Unicron.
Quand Starscream met la main sur le disque d'or que Galvatron avait fait parvenir à Megatron pour tenter de changer le futur, le commandant Decepticon a une vision de Unicron transformant Megatron en Galvatron. A ce moment là, Unicron entre en contact par télépathie avec Starscream et cette rencontre le laissera dans un état gravement perturbé.
Refusant de rester des esclaves, Galvatron et Nemesis complotent pour détruire Unicron et le seul moyen d'y arriver est d'utiliser l'Allspark contre lui. Pour ce faire, ils voyagent dans le temps et manipulent les Autobots, Decepticons, Maximals et Predacons afin de récupérer l'Allspark, mais échouent. Starscream arrive encore à entendre Unicron après cela, sentant sa colère, mais Blackarachnia lui assure que quand Unicron reviendra, ils seront prêts à l'affronter.
Unicron récupère plus tard ses deux soldats, et bien qu'en colère, il reconnait que leur traîtrise lui a permis d'entrevoir de nouveaux horizons.

## Comics

### Marvel Comics
Dans le comics, les origines d'Unicron diffèrent du dessin animé. Il était originellement un être demi-dieu conçu par l'entité The One avec son opposé Primus afin d'explorer l'univers. Cependant Unicron commençant à consumer le monde et s'opposa à son frère. Lorsque leur affrontement commença à devenir dangereux, tous deux furent emprisonnés dans des astéroïdes pour limiter les dégâts. Cependant, Unicron n'avait pas dit son dernier mot, et parvint à refaçonner son astéroïde pour devenir une planète métallique, et, finalement, un robot titanesque. Craignant que le conflit n'ait été vain, Primus chercha alors un autre moyen de vaincre son ennemi et eut l'idée de changer son propre astéroïde en une planète nommée Cybertron, où se développeraient des êtres mécaniques qui, comme Unicron, pourraient changer de formes. Ainsi naquirent les Transformers.

### IDW Publishing
Dans les comics par IDW, Unicron se retrouve avec des origines à la fois divines et proches de la Génération 1.
Il a été créé il y a bien longtemps par un scientifique de la planète Antilla, qui a vu son monde se faire conquérir par les cybertoniens dirigés par Nova Prime. Pour venger les siens, il décide de créer une arme destiné à les détruire. Avec les années, l'arme a fusionné avec le cœur de la planète et est devenu un puissant robot destructeur reprenant les traits de son créateurs, il sera alors nommé Unicron, en référence au dieu destructeur de la mythologie cybertronienne.
À son réveil, il attaque la totalité des colonies cybertronienne pour se nourrir et se renforcer. Il finira par se rendre sur Cybertron et avec une arme situé sur son torse parvient à détruire la planète entière (faisant de lui la première incarnation du personnage à atteindre son but). Par la suite, il se dirige vers la Terre, récemment annexée par Optimus Prime.
Afin de l'arrêter, le leader des Autobots plonge dans le cœur d'Unicron et entre en contact avec l'esprit de son créateur. Grâce à un plan de Soundwave, qui utilise l'Enigma of Combination (un artefact permettant la combinaison de cybertroniens) pour connecter les esprits des défunts à Prime, il parvient à toucher le cœur du créateur et le convaincre d'abandonner sa vendetta, expliquant qu'il a reconnu les erreurs du passé et qu'ils sont prêts à entamer une nouvelle ère de paix. Le créateur abandonne sa colère et pardonne à Optimus, provoquant ainsi la destruction d'Unicron qui s'effondre sur lui-même.

## Films

### Transformers: The Last Knight
Unicron apparait dans le film où il est, comme dans Transformers: Prime, le noyau de la planète Terre elle-même, sans pour autant révéler son origine exacte. Quintessa, l'antagoniste principale, cherche à aspirer toute l'énergie d'Unicron afin de reconstruire Cybertron. Ses six cornes gigantesques sortent de la surface terrestre afin de se préparer à affronter Quintessa, qui sera finalement vaincue par les efforts combinés d'Optimus Prime et de Bumblebee. Quintessa révèle avoir survécu à la fin du film où elle s'adresse à un scientifique qui étudiait les cornes d'Unicron. Cette scène faisait pressentir son retour dans la suite, désormais annulée par le reboot de la saga.

### Transformers: Rise of the Beasts
Unicron fait son retour dans ce film où il est interprété par Colman Domingo. Il reprend son design et probablement ses origines de la Génération 1. Il est également le maître des Terrorcons, des Transformers corrompus par son pouvoir et qu'il peut contrôler à distance.
Au début du film, il attaque la planète des Maximals pour récupérer la clé TransWarp, un artefact permettant de voyager dans l'espace-temps, mais celle-ci est emportée par Optimus Primal et ses Maximals rescapés afin de la cacher loin du destructeur. Il envoie alors son fidèle Scourge ainsi que Battletrap et Nightbird à la recherche de la clé.
Après que Scourge ait récupéré la première moitié, pensant qu'il s'agissait de la clé complète, Unicron torture ce dernier lui disant qu'il manque la moitié, le menaçant de le tuer s'il échoue.
Par la suite, ayant réuni les deux moitiés de la clé, Scourge ouvre un portail pour permettre à Unicron de venir sur Terre, durant la bataille il envoie une armée de drones pour prêter main-forte aux Terrorcons. Lorsque Optimus tente de détruire la clé TransWarp devenue incontrôlable après la destruction des commandes par Scourge, Unicron tente d'arrêter Optimus en lui proposant de le rejoindre, se disant prêt à lui donner tout ce qu'il veut, mais le chef des Autobots refuse et détruit la clé, refermant le portail, empêchant ainsi Unicron d'atteindre la Terre, pour le moment.